# ان‌جی‌سی ۳۶۳
ان‌جی‌سی ۳۶۳ (انگلیسی: NGC 363) نام یک کهکشان عدسی در صورت فلکی نهنگ است.